# 전일본무산자예술동맹
전일본무산자예술동맹(일본어: 全日本無産者芸術連盟)은 전위예술가동맹과 일본프롤레타리아예술동맹의 통합으로 만들어진 단체다. 통칭은 낫푸(에스페란토: Nippona Artista Proleta Federacio; NAPF, 일본어: ナップ)다. 구라하라 고레히토가 주도하였으며, 기관지로는 《전기》(일본어: 戦旗)를 발행하였다. 여기서의 《낫푸》(일본어: ナップ)는 1930년 9월부터 1931년 11월까지의 기간 동안에 개편된 전일본무산자예술단체협의회가 펴낸 기관지를 의미하기도 한다.

## 역사
1928년에 3·15 사건이 일어나자, 전위예술가동맹과 일본프롤레타리아예술동맹이 통합하여 그 해 3월에 결성되었다. 이것이 그 해 12월에 동일 약칭의 전일본무산자예술단체협의회(일본어: 全日本無産者芸術団体協議会)로 개편되었다. 이후 1930년대에 일본프롤레타리아문화연맹의 결성으로 해산되었다.